# Bactrocera lombokensis
Bactrocera lombokensis är en tvåvingeart som beskrevs av Drew och Albany Hancock 1994. Bactrocera lombokensis ingår i släktet Bactrocera och familjen borrflugor. Inga underarter finns listade.